# Couronnes d'or de Thrace

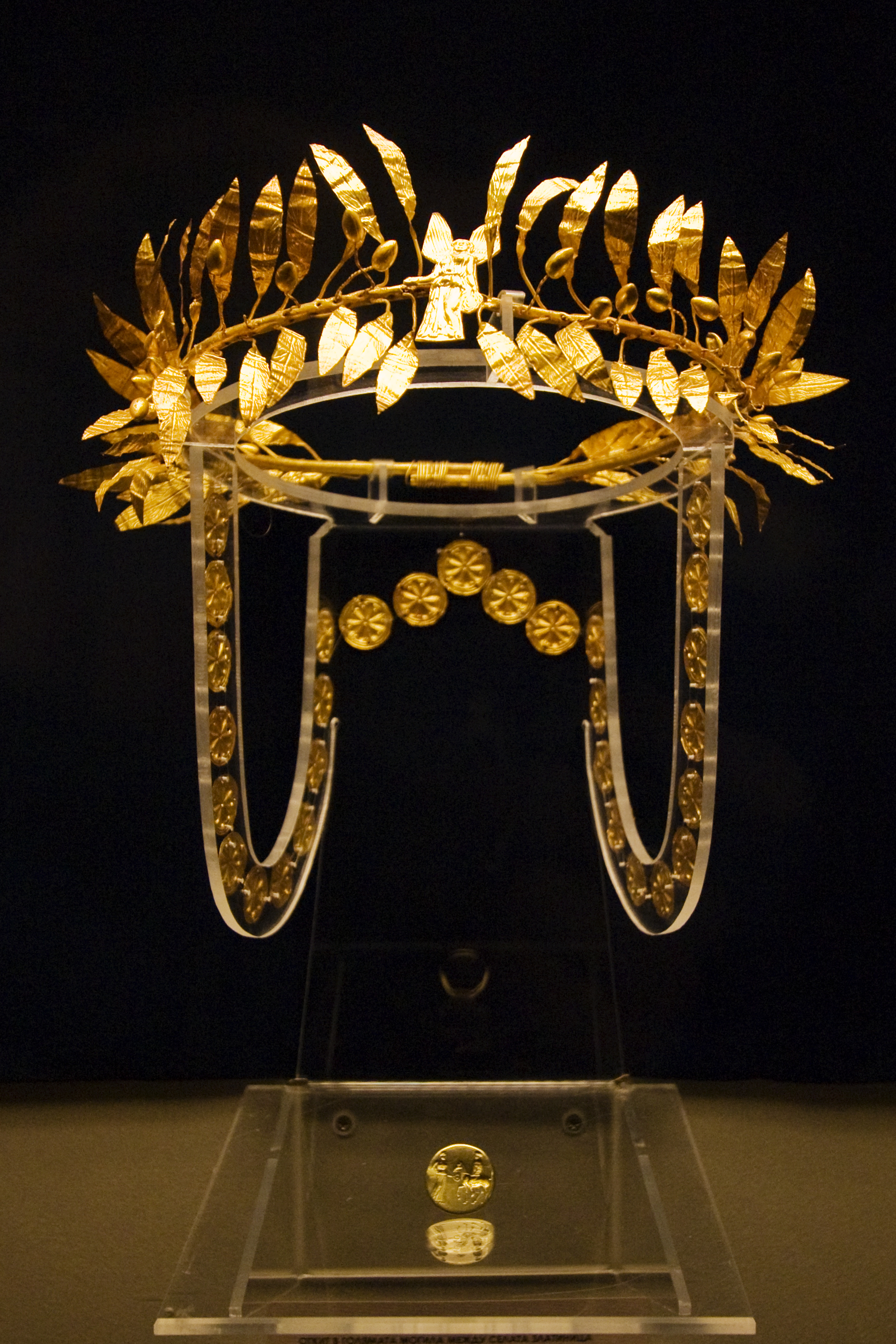
Une couronne en or et une bague en or provenant de l'enterrement d'un aristocrate odrysien, la figure centrale de la couronne est Niké portant un péplos sur un chiton et la bague représente une femme accompagnée d'un cheval et d'un cavalier - Musée national d'histoire, Sofia.

Les couronnes d'or de Thrace sont des couronnes de bijoux trouvées dans la Thrace intérieure, qui se trouve en Bulgarie actuelle. Les couronnes d'or ont été trouvées dans les monticules et les tombes d'aristocrates à divers endroits en Thrace, datant de la seconde moitié du IVe siècle et du début du IIIe siècle av. J.-C.
Il n'y a eu que cinq ou six découvertes archéologiques en Bulgarie de ce genre de couronnes d'or thraces. Parmi celles-ci, deux se trouvent au Musée national d'histoire de Sofia. La plus ancienne couronne de lauriers en or de Thrace du musée, également appelée « Trésor de Zlatinitsa-Malomirovo », a été trouvée dans un ancien tumulus à Zlatinitsa, dans la municipalité d'Elhovo, dans le sud-est de la Bulgarie. 
La deuxième couronne de la collection du musée a été offerte en 2015, à la suite de sa découverte lors d'une vente aux enchères aux États-Unis. Les experts ne sont pas sûrs de son lieu d'origine et de son âge car les données scientifiques normalement enregistrées au cours d’une découverte n’existent pas. Initialement, cette couronne était datée du Ier siècle av. J.-C., mais des évaluations ultérieures par d'autres archéologues et experts sur la culture la datent de 1200 av. J-C. - 1300 av. J-C. Les similitudes entre les couronnes trouvées dans l'ancienne Troie et la couronne récemment reçue ont alimenté l'hypothèse qu'elle pourrait dater de l'époque de la guerre de Troie ou même de Troie. 

## Emplacement
Les couronnes d'or de la Thrace intérieure ont été trouvées, ainsi que d'autres artefacts, dans des tombes, des tumulus ou des monticules à : Malomirovo-Zlatinitsa, Rozovets, tumuli dans les colonies de Mogilkite et Nenovetsi, Vratsa, tombe ІІ du tumulus de Mogilanska Mogila, Strelcha, Shipka; Golyamata (Big) Kosatka tumulus, Kabyle; tumulus de Ploská (plat), Resilovo et Sozopol. 

## Histoire
L'histoire des Thraces est liée à un groupe ethnoculturel de tribus indo-européennes qui vivaient en Europe du Sud-Est. La culture a existé du milieu du deuxième millénaire av. J-C. au VIe siècle av. J.-C. environ, englobant une zone comprenant des parties de l'actuelle Bulgarie, la Roumanie, la Moldavie, la Grèce, la Turquie, la Macédoine et la Serbie. Certaines de ces tribus se sont unies pour former un royaume connu sous le nom de royaume Odrysian, qui couvrait le territoire actuel de la Bulgarie, du nord de la Grèce, du sud-est de la Roumanie et du nord-ouest de la Turquie. La tribu dominante de ce groupe était les Odrysians, également appelés Odrysea ou Odrusai, qui tire son appellation des noms mythologiques d'Odryses ou Odrisis (715 - 650 apr. J.-C.). Le roi Teres a fondé la dynastie au Ve siècle av. J.-C. Son royaume était l'État dominant parmi les tribus thraces jusqu'à ce qu'il soit conquis en 46 apr. J.-C. par les Romains. En 360 av. J-C., le roi Odrysian qui régna en Thrace était Cersobleptes, fils de Cotys Ier. 
Au cours de fouilles dans les tombes et les monticules d'Odrysians, des couronnes d'or de guerriers et de membres d'élite des tribus ont été déterrées de la fin du IVe siècle av. J.-C. au premier quart du IIIe siècle av. J.-C. Aucune couronne datant du IIIe siècle au début du IIe siècle av. J.-C. n'a été découverte en Thrace. Du Ier siècle av. J.-C. au Ier siècle apr. J.-C., des couronnes sont réapparues parmi les découvertes, particulièrement dans les tombes thraces d'Anchialos (l'actuelle Pomorie) sur la côte pontique.  Des pièces datant du Ier siècle apr. J.-C. au IIe siècle apr. J.-C. ont été trouvés à Chatalka, Karanovo, Belozem, Vize, Kardzali, Tulovo et Madretsdi, elles étaient réparties dans le sud-est de la Thrace sur les rives de la rivière Struma. Des couronnes du Ier siècle apr. J.-C. ont été trouvées dans des tombes d'aristocrates, ce qui indique également que ce sont des cadeaux comme des couronnes d'or.

## Typologie
Il existe deux types de couronnes d'or de Thrace intérieure. L'un est entièrement en or et est conçu avec deux brindilles reliées par une bande circulaire. L'autre est constitué de feuilles d'or tandis que les anneaux d'attaches sont en matériaux biodégradables. Les couronnes du deuxième type utilisent généralement des motifs de feuilles de laurier, d'olivier et de chêne, bien qu'un spécimen ait été trouvé avec des feuilles de lierre, similaires aux types fabriqués dans la culture grecque. Contrairement à d'autres régions de Thrace et de Grèce, à ce jour, aucune preuve de l'utilisation de feuilles de myrte n'a été trouvée dans la Thrace intérieure. 
Des fragments de feuilles d'or ont été découverts à Kabyle, le tumulus de Ploska près de Shipka et Rozovets dans deux complexes funéraires différents et à Strelcha. Cela peut indiquer que les anneaux étaient périssables ou qu'ils avaient été démontés lors de rituels. 
Des couronnes du premier type, entièrement en or, ont été trouvées à divers endroits. Celles de Malomirovo-Zlatinitsa qui datent du IVe siècle av. J.-C. ont des motifs de feuilles d'olivier, tout comme ceux d'une couronne Strelcha datée de la fin du IVe siècle av. J.-C.. À Rozovets et Vratsa, des couronnes de lauriers datant de la dernière partie du IVe siècle av. J.-C. ont été trouvées. Une couronne de feuilles de chêne trouvée dans le tumulus de Golyamata près de Shipka dans la tombe de Seuthes III, est le seul exemple de ce genre trouvé à l'intérieur de la Thrace à ce jour, bien que des motifs similaires avec des feuilles de chêne se trouvent sur des exemples en Macédoine. Un seul spécimen de feuilles de lierre a été découvert à Resilovo dans une tombe datant de la fin du IVe siècle av. J.-C.
Les couronnes d'or ont probablement été fabriquées dans des ateliers locaux de Thrace intérieure et ont été modelées sur des bijoux grecs. Ils appartiennent au type classique daté de la seconde moitié du IVe siècle av. J.-C. et du début du IIIe siècle av. J.-C. Ils ont été conçus pour être de véritables imitations des espèces végétales. 
Les couronnes remplissaient de multiples fonctions. Certaines étaient en vogue dans la vie quotidienne, indiquant leur statut parmi les classes d'élite. D'autres couronnes ont servi dans les rituels funéraires ou à d'autres fins cérémonielles, comme ce qui est représenté dans les œuvres d'art et sur les pièces de monnaie de la période, indiquant que le symbolisme des couronnes était largement utilisé sur les navires et les casques. Des couronnes en argile ou en bronze doré ont également été retrouvées.

## Couronnes au Musée national d'histoire de Sofia
Le Musée national d'histoire de Sofia possède actuellement deux couronnes d'or de Thrace intérieure, l'une trouvée dans un tumulus à Zlatinitsa, dans le sud-est de la Bulgarie. Le monticule comprenait la tombe d'un souverain thrace datant du milieu du IVe siècle av. J.-C., qu'une équipe d'archéologues dirigée par Daniela Agre a trouvé en 2005, elle comprenait « une couronne en or avec des applications, un anneau de sceau, un greav et deux rhyta en argent ». 
Une deuxième couronne d'or thrace ajoutée à l'exposition a probablement été introduite clandestinement hors du pays vers les États-Unis via le prospère commerce de chasse et de contrebande bulgare. En 2015, Dobromir Petkov, un collectionneur bulgare, a suivi la pièce et l'a achetée dans un centre de vente aux enchères d'antiquités américain. Avec la documentation légale requise, il a fait don de l'objet au Musée national d'histoire de Bulgarie à Sofia. Bien que l'endroit exact où elle a été découverte soit inconnu, les experts pensent que la couronne est originaire du sud de la Bulgarie. Certains archéologues ont initialement daté la couronne du Ier siècle av. J.-C. D'autres experts de la culture proposent une date allant de 1200 à 1300 av. J-C., à l'époque de la guerre de Troie, en raison de similitudes de conception avec des couronnes comparables de l'ancienne Troie. L'anneau reliant les feuilles d'or a la forme d'une branche circulaire, ressemblant à des spécimens trouvés à Troie, qui avait des liens connus avec la Thrace. Les archéologues Gavrail Lazov, Elka Penkova et Lyubava Konova du Musée national d'histoire ont estimé que la couronne de laurier d'or provenait vraisemblablement de la tombe d'un aristocrate appartenant à la lignée des derniers dirigeants de la Thrace antique. Il s'agit très probablement du royaume odrysien du Ve au Ier siècle av. J.-C. et les experts ont estimé que l'artefact valait environ 100 000 USD.